# تشارلز ماثيو
تشارلز ماثيو (بالإنجليزية: Charles Matthau)‏ هو مخرج وممثل أمريكي، ولد في 10 ديسمبر 1962 بنيويورك في الولايات المتحدة.

## وصلات خارجية
- تشارلز ماثيو على موقع IMDb (الإنجليزية)
- تشارلز ماثيو على موقع ألو سيني (الفرنسية)
- تشارلز ماثيو على موقع أول موفي (الإنجليزية)
- تشارلز ماثيو على موقع قاعدة بيانات الأفلام السويدية (السويدية)
- تشارلز ماثيو على موقع قاعدة بيانات الفيلم (الإنجليزية)
- تشارلز ماثيو على موقع كينوبويسك (الروسية)